# Distintivo de Aviador dos Estados Unidos
Um crachá de aviador dos Estados Unidos refere-se a três tipos de crachás de aviação emitidos pelas Forças Armadas dos Estados Unidos, sendo aqueles para aviação da Força Aérea, Exército e Naval (incluindo a Marinha e a Guarda Costeira).
Os distintivos de aviador da Força Aérea e do Exército são emitidos em três classificações: Básico, Sênior e Comando (Força Aérea)/Mestre (Exército). Os graus mais altos são indicados por uma estrela ou estrela com coroa de flores acima do emblema. Os regulamentos da Força Aérea afirmam que a classificação básica denota a conclusão do treinamento especificado e que as classificações avançadas denotam níveis de experiência. O Distintivo de Aviador Naval é emitido em uma única classificação para aviadores da Marinha, Corpo de Fuzileiros Navais e Guarda Costeira.

## Força Aérea dos Estados Unidos

### Primeira Guerra Mundial
Os primeiros Distintivos de Aviador dos Estados Unidos foram emitidos para membros do Serviço Aéreo durante a Primeira Guerra Mundial . As insígnias foram emitidas em três graus: Observer (um escudo "EUA" e uma asa do lado esquerdo), Aviador Júnior ou Oficial de Aviação da Reserva (um escudo "EUA" entre duas asas) e Aviador Sênior (uma estrela sobre "EUA" escudo entre duas asas). O Serviço Aéreo do Exército também emitiu um crachá para pilotos de balão, conhecido como Crachá de Aeronauta .
Os aviadores alistados usavam suas insígnias regulares e o distintivo do Observador. Havia 29 pilotos alistados antes da entrada americana na Primeira Guerra Mundial . O segundo aviador alistado, William A. Lamkey, foi dispensado e voou para Pancho Villa . Os demais pilotos alistados receberam comissões em 1917. foram 60 mecânicos alistados que foram treinados como pilotos na França durante a guerra, mas foram usados para tarefas de transporte e não voaram em combate. O recrutamento e treinamento de aviadores alistados terminou em 1933.

### Segunda Guerra Mundial

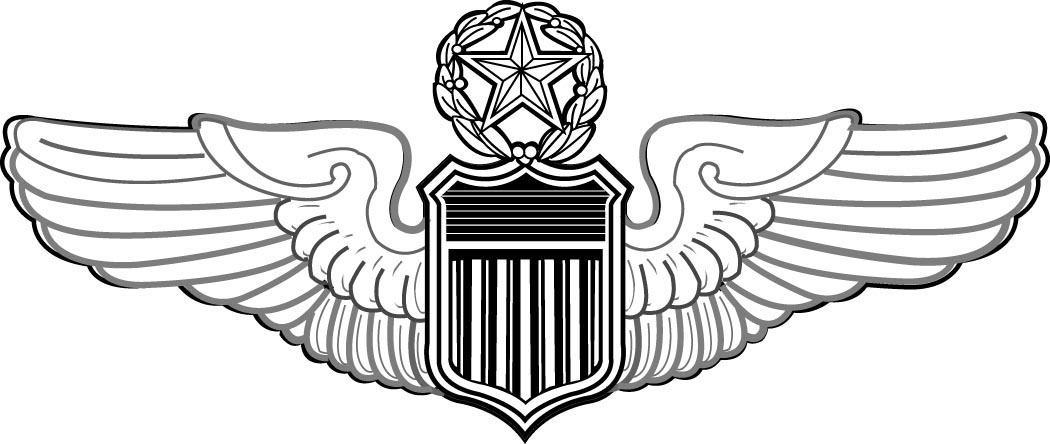
Distintivo de Piloto de Comando, design das Forças Aéreas do Exército dos EUA na Segunda Guerra Mundial e atual insígnia de regulamentação da Força Aérea dos EUA.

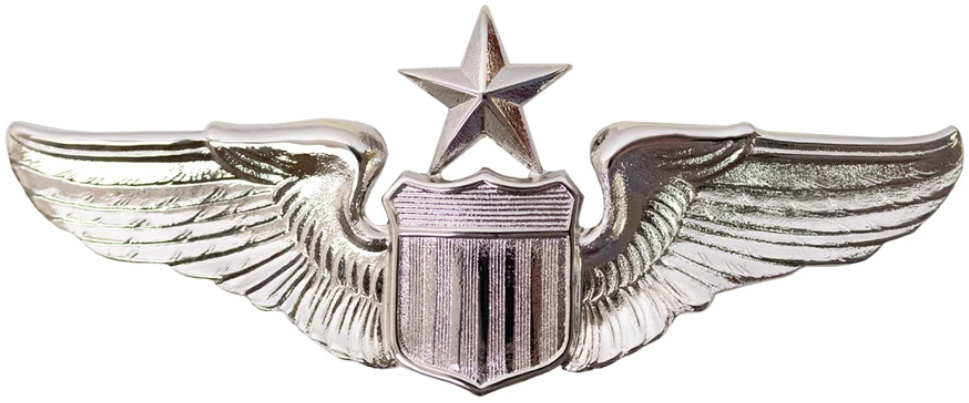
Distintivo de piloto sênior, Forças Aéreas do Exército dos EUA na Segunda Guerra Mundial e imagem de amostra da Força Aérea dos EUA.

Durante a Segunda Guerra Mundial, com a ascensão das Forças Aéreas do Exército, uma segunda série de distintivos de aviador foi emitida para incluir um design que sobreviveu até os dias modernos. O Distintivo de Piloto foi emitido em três graus, incluindo Piloto, Piloto Sênior e Piloto de Comando. Uma versão prateada polida desses emblemas é atualmente usada como emblemas de piloto da Força Aérea dos Estados Unidos.
De agosto de 1941 a novembro de 1942, o programa Enlisted Aviator foi reiniciado. Os candidatos deveriam ter pelo menos 18 anos, possuir um diploma do ensino médio e ter se formado entre os primeiros da turma do ensino médio. Os graduados eram classificados como Sargentos de Voo ou Sargentos Técnicos de Voo e usavam as mesmas asas de piloto que os oficiais. Eles geralmente eram designados para pilotos de aeronaves de transporte e auxiliares para pilotos oficiais livres para pilotar os caças e bombardeiros de maior prestígio. Os pilotos auxiliares receberam suas próprias asas especiais para indicar seu status e especialidade. Em novembro de 1942, todos os pilotos alistados foram promovidos ao posto de Oficial de Voo e os cadetes alistados foram classificados como Oficiais de Voo ou Segundos Tenentes, dependendo do mérito. Os requisitos de qualificação para as Asas de Piloto Sênior são: Sete (7) anos como piloto qualificado e concessão permanente de qualificação de piloto. Mais 2.000 horas totais ou 1.300 horas de voo primário e de instrutor (consulte a classificação aeronáutica da Força Aérea dos EUA para obter detalhes).

## Corpo de Oficiais Comissionados da NOAA

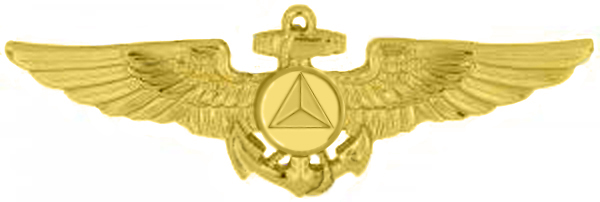
Insígnia do aviador NOAA

A insígnia de aviador do Corpo de Oficiais Comissionados da NOAA é um alfinete dourado, alado, com um dispositivo central que consiste em uma âncora danificada sobrecarregada com um dispositivo do Corpo de Bombeiros da NOAA. Os pilotos e navegadores oficiais do Corpo da NOAA podem usar a insígnia de aviador da NOAA após autorização do Diretor do Corpo da NOAA.

## NASA
Com o início da Era Espacial, todos os distintivos de Aviador dos Estados Unidos podem ser atualizados para o Distintivo de Astronauta, para os militares que se tornam astronautas .